# Percy River (Sprent River)
Der Percy River ist ein Fluss im Südwesten des australischen Bundesstaates Tasmanien. 

## Geografie
Der fast elf Kilometer lange Percy River entspringt an den Osthängen von The Twins an der Westgrenze des Franklin-Gordon-Wild-Rivers-Nationalparks. Er fließt nach Norden entlang der Badger Ridge und mündet am Nordende dieses Gebirges in den Sprent River.